# Kanton Lyon-I
Kanton Lyon-I (francouzsky Canton de Lyon-I) je francouzský kanton v departementu Rhône v regionu Rhône-Alpes. Zahrnuje 2. městský obvod města Lyonu.